# Wrath of the Titans
Wrath of the Titans (titulada en España Ira de Titanes y en Hispanoamérica Furia de Titanes 2) es una película de fantasía, secuela de Furia de titanes. Está dirigida por Jonathan Liebesman, producida por Basil Iwanyk y Polly Cohen Johnsen y protagonizada por Sam Worthington, Rosamund Pike, Toby Kebbell, Liam Neeson, Ralph Fiennes y Edgar Ramírez. Se rodó en los exteriores de Surrey, Gales del Sur y en Tenerife, España. La fecha de estreno fue en marzo de 2012, en formatos 3D y 2D.

## Sinopsis
Una década después de su heroica victoria sobre el monstruoso Kraken, Perseo (Sam Worthington) —el hijo semidiós de Zeus— intenta llevar una vida más tranquila como pescador en una aldea y como padre viudo con su hijo de 10 años, Helios.
Mientras tanto, se desarrolla una dura lucha por la supremacía entre dioses y titanes. Peligrosamente debilitados por la falta de devoción de la humanidad, los dioses pierden el control de los titanes encarcelados y de su feroz líder, Cronos, padre de los hermanos Zeus (Liam Neeson), Hades (Ralph Fiennes) y Poseidón (Danny Huston), que llevan mucho tiempo en el poder. El triunvirato había derrocado a su poderoso padre tiempo atrás, abandonándole hasta pudrirse en el lúgubre abismo del Tártaro, un calabozo situado en las profundidades de los infiernos.
Perseo no puede ignorar su verdadera vocación cuando Hades, junto con el hijo piadoso de Zeus, Ares (Edgar Ramírez), cambian sus lealtades y hacen un trato con Cronos para capturar a Zeus. La fuerza de los titanes aumenta a medida que los poderes divinos de Zeus disminuyen, desatándose el infierno sobre la tierra.
Reclutando la ayuda de la guerrera reina Andrómeda (Rosamund Pike), el hijo semidiós de Poseidón, Agénor (Toby Kebbell), y el dios caído Hefesto (Bill Nighy), Perseo se embarca valientemente en una peligrosa búsqueda en los infiernos para rescatar a Zeus, derrocar a los Titanes y salvar a la humanidad.

## Lugares de filmación
- Parque nacional del Teide (Patrimonio de la Humanidad), Tenerife, España.
- La Gomera[3]
- Surrey y Gales del Sur, Reino Unido.

## Reparto
- Sam Worthington como Perseo, semidiós hijo de Zeus.
- Rosamund Pike como Andrómeda.
- Toby Kebbell como Agénor.
- Ralph Fiennes como Hades.
- Liam Neeson como Zeus.
- Édgar Ramírez como Ares.
- Bill Nighy como Hefesto.
- Danny Huston como Poseidón.
- Lily James como Korrina.
- John Bell como Helios.